# Памятник гетману Мазепе (Киев)
Памятник гетману Мазепе (укр. Пам'ятник гетьману Мазепі) — первый на Украине вращающийся памятник, посвященный гетману Ивану Степановичу Мазепе, установленный 19 января 2009 года на смотровой площадке, возле киевского Дворца для детей и юношества, со стороны Аллеи Героев Крут. Ранее на этом месте находился Николаевский военный собор, взорванный во время СССР. Установка памятника вызвала дискуссию об украинско-российских отношениях. По другим источникам скульптурная композиция носит название «Вечный Киев». Создал скульптуру Франк Майслер — всемирно известный израильский скульптор.

## Описание памятника
Памятник установлен таким образом, что при его просмотре со стороны дворца, он находится напротив куполов Киево — Печерской лавры, на территории которой на средства Мазепы построены несколько церквей.
- Вид на памятник в сторону улицы Ивана Мазепы
- Фрагмент церквей, построенных гетманом Мазепой, на шаре памятника
- Фрагмент церквей, построенных гетманом Мазепой, на шаре памятника. В правом верхнем углу - Николаевский военный собор
- Голубь на шаре с церквями гетмана Мазепы

Памятник представляет собой взлетающего голубя, установленного на шаре, который обрамлен рельефами соборов и церквей, построенных на средства гетмана Мазепы. Голубь состоит из двух частей, соединенных в районе клюва, что символизирует единство Левобережной и Правобережной Украины. Хвост голубя, состоящий из двух половинок обвивает шар и церкви Мазепы. Вся композиция установлена на гранитный постамент и вращается вокруг своей оси.